# كارستن كونو
كارستن كونو (بالنرويجية البوكمول: Karsten Konow)‏ هو ربان ‏ نرويجي، ولد في 16 فبراير 1918 في أوسلو في النرويج، وتوفي في 10 يوليو 1945.

## وصلات خارجية
- كارستن كونو على موقع أوليمبيديا (الإنجليزية)